# NGC 349
NGC 349 é uma galáxia elíptica (E-S0) localizada na direcção da constelação de Cetus. Possui uma declinação de -06° 47' 59" e uma ascensão recta de 1 horas, 01 minutos e 50,7 segundos.
A galáxia NGC 349 foi descoberta em 27 de Setembro de 1864 por Albert Marth.